# 50 a. C.
El año 50 a. C. fue un año del calendario romano prejuliano. En la República romana, fue conocido como el año 704 Ab Urbe condita.

## Acontecimientos

### Por lugar

#### Roma
- En Roma se nombran cónsules Lucio Emilio Paulo y Cayo Claudio Marcelo.
- El Senado romano le quita el permiso a Julio César de presentarse a cónsul in absentia, y le ordena que abandone el mando.
- Los romanos inventan la pieza de artillería llamada escorpión.
- Fecha aproximada de la pintura "Ritos de Iniciación del Culto de Baco" (atribuido a este dios), detalle de una pintura mural en la Villa de los Misterios, Pompeya.
- La República romana asume el control sobre Judea.
- Los chinos usan las esclusas para lograr trechos navegables que, mediante una compuerta, podían cerrarse a voluntad.[1]

## Fallecimientos
- Aristóbulo II, rey de Judea.
- Quinto Hortensio, orador y abogado romano.

## Ciencia ficción
- Los libros de Astérix se ambientan todos en este año.